# 帕維洛斯塔市鎮
帕維洛斯塔市鎮，曾是拉脫維亞的一個市鎮，設立於2009年拉脫維亞進行行政區重劃，改制為市鎮。帕維洛斯塔市鎮位於該國西部，濱波羅的海。人口3233人，面積515.2平方公里，人口密度約6.3人/km2。
2021年7月1日，帕維洛斯塔市鎮与其它市镇一起合并为南库尔泽梅市镇。

## 外部連結
- 官方網站 （页面存档备份，存于）